# Love Is Like Oxygen
Love Is Like Oxygen is een nummer van de Britse glamrockband The Sweet uit januari 1978. Het is de tweede single van hun zesde studioalbum Level Headed.
Op het nummer experimenteert The Sweet met het combineren van rock en het klassieke geluid van de klavecimbel. Hierdoor wordt "Love Is Like Oxygen" regelmatig per ongeluk aangezien als een nummer van Electric Light Orchestra. Op de albumversie van het nummer zijn ook disco-invloeden te horen.
De plaat werd wereldwijd een grote hit. In thuisland het Verenigd Koninkrijk bereikte de plaat de 9e positie in de UK Singles Chart. In Ierland, de Verenigde Staten, Canada en Australië werd de 9e positie in de hitlijsten behaald en in Nieuw-Zeeland de 4e positie.
In  Nederland was de plaat op vrijdag 27 januari 1978 de 427e Veronica Alarmschijf op Hilversum 3 en werd een radiohit. De plaat bereikte de 16e positie in de  Nederlandse Top 40 en de 20e positie in de Nationale Hitparade. In de TROS Top 50 werd geen notering behaald, omdat deze hitlijst pas op 1 juni 1978 van start zou gaan. In de Europese hitlijst op Hilversum 3, de TROS Europarade, werd de 10e positie bereikt.
In België bereikte de plaat de 14e positie in de Vlaamse Radio 2 Top 30 en de 15e positie in de Vlaamse Ultratop 50.

## NPO Radio 2 Top 2000
| Nummer met noteringen in de NPO Radio 2 Top 2000 | '00 | '01 | '02 | '03 | '04 | '05 | '06  | '07  | '08 | '09  | '10  | '11  |
| ------------------------------------------------ | --- | --- | --- | --- | --- | --- | ---- | ---- | --- | ---- | ---- | ---- |
| Love Is Like Oxygen                              | 236 | -   | 713 | 590 | 649 | 713 | 1008 | 1772 | 912 | 1661 | 1695 | 1827 |

1. ↑  Een '-' betekent dat het nummer niet was genoteerd en een vetgedrukt getal geeft de hoogste notering aan.
2. ↑  2000 was het eerste jaar met een notering voor dit nummer.
3. ↑  Deze tabel is bijgewerkt tot en met de laatste editie (2024).